# Lecanora silvae-nigrae
Lecanora silvae-nigrae är en lavart som beskrevs av V. Wirth. Lecanora silvae-nigrae ingår i släktet Lecanora och familjen Lecanoraceae.   Inga underarter finns listade i Catalogue of Life.